# (163249) 2002 GT
(163249) 2002 GT – planetoida z grupy Apolla okrążająca Słońce w ciągu 1 roku i 204 dni w średniej odległości 1,34 j.a. Należy do grupy obiektów NEO i PHA. Została odkryta 3 kwietnia 2002 roku w ramach projektu Spacewatch.
Planetoida ta miała być dodatkowym celem misji sondy kosmicznej Deep Impact, przeznaczonej głównie do badań komet. Przewidywano, że jeżeli pozostała ilość paliwa wystarczy na naprowadzenie sondy na właściwą trajektorię, minie ona planetoidę 2002 GT w 2020 roku. Utrata łączności z sondą uniemożliwiła jednak realizację tego planu.